# Кораблекрушение парохода «Колумбиец»
Кораблекрушение парохода «Колумбиец» — крупнейшая катастрофа в истории реки Юкон, которая произошла 25 сентября 1906 года в Игл-Роке, штат Юкон, Канада. В результате происшествия пароход «Колумбиец» взорвался и сгорел, погибло шесть человек. Экипаж состоял из двадцати пяти человек. Груз включал крупный рогатый скот и три тонны (2,7 метрические тонны) дымного пороха, предназначенного для угольной шахты Тантал, расположенной в тридцати милях (48 км) вниз по реке.

## Описание и история
Пароход «Колумбиец» имел сто сорок семь футов (45 м) в длину, тридцать футов (9,1 м) в ширину и мог с грузом перевозить сто семьдесят пять пассажиров. Машинное отделение было длиной тридцать пять футов (11 м), в нём размещались два паровых двигателя высокого давления. Построенный в 1898 году Джоном Тоддом для Канадской компании развития (CDC), он был первым пароходом CDC, прибывшим в Доусон. В том же году, он доставил два сборных стальных парохода для Северо-Западной конной полиции. «Колумбиец» был куплен британской навигационной компанией «Юкон» вместе с шестнадцатью другими пароходами CDC в 1901 году. В 1905 году он был переоборудован для работы на низкосортном угле из угольной шахты Тантал Батт.

## Кораблекрушение
В день аварии на борту «Колумбийца» находился только один пассажир: Эрнест Уинстенли, безбилетник, который пробрался на борт, выдав себя за смотрителя скота на борту; его должны были высадить при швартовке в Тантале. В дополнение к скоту, пароход также перевозил сто пятьдесят тонн (136 т) овощей и мяса, а также три тонны (2,7 т) дымного пороха.
Сезонный экипаж судна в 1906 году состоял из: Дж. О. Уильямса, капитана; Х. С. Баумана, помощника; А. Борроумана, стюарда; Лайонела Кадогана Каупера, казначея; Карла Кристиансона (отметившегося как «Дж. Смит»), матроса и триммера угля; А. Д. Льюиса, главного инженера; Фрэнка Дж. Мэвиса, второго инженера; Эдварда Моргана, кочегара; Фила Мюррея, палубного помощника; К. Д. Филлипса, палубного помощника; К. Смита, казначея; Джо Уэлша, помощника; и Джона Вудса, палубного помощника.
Взрыв произошёл после того, как Мюррей, вопреки правилам, передал Моргану свою заряженную винтовку, чтобы пожарный мог выстрелить в стаю уток на воде. Морган споткнулся и случайно разрядил ружье в упаковку дымного пороха, хранящегося на палубе. После последовавшего взрыва и пожара капитан посадил корабль на мель у берега; те, кто не был убит или ранен взрывом, спрыгнули на берег в безопасное место.
Взрыв разнес борта судна, разбросал людей и груз по воде, и менее чем за пять минут вся внутренность корабля была охвачена клокочущим пламенем.

—Доусон дейли Ньюс", 26 сентября 1906 г.
Шесть человек погибли: Морган и Уэлш были убиты мгновенно, Кристиансон, Мюррей и Вудс умерли до прибытия помощи, а Каупер умер через несколько дней от полученных травм. Весь груз был потерян. Тело Уэлша нашли у реки два месяца спустя, но никаких следов Моргана так и не было найдено.

## Спасательные работы
У экипажа не было провизии и не было возможности обратиться за помощью. Ближайший телеграф находился в тридцати милях (48 км) от Тантала. Группа из трёх человек отправилась пешком; позднее их догнали капитан Уильямс и инженер Мэвис на каноэ, которое они одолжили у местного дровосека. Прибыв на Тантал после полуночи, они разбудили телеграфиста, который отправил сообщение о катастрофе, но не получил ответа — все остальные операторы спали. Первым, кто получил это сообщение в 9:00 утра 26 сентября, был Уайтхорс. Первым кораблём, прибывшим на место взрыва, был пароход «Викториан», подошедший в 7:00 вечера. Капитан Уильямс вернулся в то же утро; Кристиансон и Вудс погибли ночью. Мюррей умер вскоре после того, как его перенесли на борт «Викториана».
Ещё один пароход «Доусон», был отправлен из Уайтхорса с врачом и медсёстрами на борту. «Доусон» получил известие только в час дня 26 сентября; в час ночи 27 сентября «Доусон» взял на борт экипаж «Колумбийца» и вернулся в Уайтхорс, где вскоре умер Каупер.

## Последствия
Суд присяжных был собран коронером для расследования причин кораблекрушения и вынес следующий вердикт:
Три человека погибли в результате ожогов, полученных при взрыве пороха на носовой части палубы парохода «Колумбиан», и далее, суд присяжных не возлагает никакой вины ни на одного из выживших офицеров или членов экипажа.

—" Уикли стар", 26 октября 1909 года[sic]
Тела Уэлша и Моргана не были найдены к моменту заседания присяжных; причина их исчезновения и смерти не рассматривалась следствием. Тело Уэлша было найдено в ноябре на берегу реки Юкон между Танталом и порогами Five Fingers, примерно в двадцати пяти-тридцати милях (от 40 до 48 км) ниже места катастрофы. Была замечена рысь, грызущая что-то — Уэлша опознали по пуговицам, оставшимся на его жилете, который всё ещё был на его теле.
После взрыва котёл и двигатели были извлечены из обломков и перевезены в Доусон; котёл был установлен на пароходе Casca в 1907 году. Корпус, представлявший угрозу судоходству, был спущен вниз по течению и брошен в болоте.
На кладбище в Уайтхорсе был установлен памятник с именами погибших.